# Taça Río
La Taça Río (en español: Copa Rio) es un torneo de fútbol que se disputa en la ciudad de Río de Janeiro; es realizado en anexo al Campeonato Carioca como segundo torneo desde 1982. Es administrado por la Federación de Fútbol del Estado de Río de Janeiro (FERJ).

## Historia
La primera edición de la Taça Río se jugó en 1982 y ganada por el América. Según la FFERJ, esa fue la primera vez que el segundo turno del Campeonato Carioca tuvo ese nombre, aunque la segunda ronda del Campeonato Estatal de 1978 se llamó Copa Río de Janeiro, sin relación con la actual.
Antes de 1982, la segunda ronda del campeonato no tenía un nombre específico, a diferencia de la primera, la tradicional Taça Guanabara, que existe desde 1965. Cada año, en la segunda ronda del campeonato, la Federación honró a un líder o personalidad, que, por ejemplo, había muerto en años anteriores. La adopción del nombre Taça Rio buscó mejorar la segunda ronda. 
Simplemente no hubo disputas por la Taça Río en 1994 y 1995. En las dos primeras, la Taça Guanabara fue disputada por los dos mejores equipos en la primera fase del campeonato estatal, que incluyó ambas rondas. En 1996, el formato anterior regresó, con la Taça Río nuevamente entregada al campeón del segundo turno.
En las ediciones de 2014 y 2015 del Campeonato Carioca, debido al horario modificado para la Copa Mundial 2014, se jugó como un torneo paralelo entre los clubes considerados "pequeños" en sus partidos (sin involucrar a los clubes considerados "grandes": Botafogo, Flamengo, Fluminense y Vasco da Gama). En la edición de 2016 se celebró como un torneo para clubes no clasificados para la Taça Guanabara, siendo también el grupo de descenso del Campeonato Carioca.
En 2017, la Taça Río es nuevamente uno de los turnos de Carioca, así como la Taça Guanabara, pero ahora clasifica al campeón de cada turno a las semifinales.
La edición de 2021 fue disputada por los puestos 5° a 8° de la Taça Guanabara, por lo que no se trata específicamente de un turno del Campeonato Carioca.
Vasco es el club con más conquistas con once títulos, seguido de Flamengo y Botafogo con nueve.

## Campeones
| Año  | Campeón        | Subcampeón    |
| ---- | -------------- | ------------- |
| 1982 | America do Rio | Botafogo      |
| 1983 | Flamengo       | Bangu         |
| 1984 | Vasco da Gama  | Fluminense    |
| 1985 | Flamengo       | Bangu         |
| 1986 | Flamengo       | Fluminense    |
| 1987 | Bangu          | Vasco da Gama |
| 1988 | Vasco da Gama  | Fluminense    |
| 1989 | Botafogo       | Vasco da Gama |
| 1990 | Fluminense     | Botafogo      |
| 1991 | Flamengo       | Botafogo      |
| 1992 | Vasco da Gama  | Flamengo      |
| 1993 | Vasco da Gama  | Flamengo      |
| 1994 | No se disputó  | No se disputó |
| 1995 | No se disputó  | No se disputó |
| 1996 | Flamengo       | Vasco da Gama |
| 1997 | Botafogo       | Flamengo      |
| 1998 | Vasco da Gama  | Fluminense    |
| 1999 | Vasco da Gama  | Flamengo      |
| 2000 | Flamengo       | Vasco da Gama |
| 2001 | Vasco da Gama  | Flamengo      |
| 2002 | Americano      | Vasco da Gama |
| 2003 | Vasco da Gama  | Fluminense    |
| 2004 | Vasco da Gama  | Fluminense    |
| 2005 | Fluminense     | Flamengo      |
| 2006 | Madureira      | Americano     |
| 2007 | Botafogo       | Cabofriense   |
| 2008 | Botafogo       | Fluminense    |
| 2009 | Flamengo       | Botafogo      |
| 2010 | Botafogo       | Flamengo      |
| 2011 | Flamengo       | Vasco da Gama |
| 2012 | Botafogo       | Vasco da Gama |
| 2013 | Botafogo       | Fluminense    |
| 2014 | Boavista       | Friburguense  |
| 2015 | Madureira      | Bangu         |
| 2016 | Volta Redonda  | Resende       |
| 2017 | Vasco da Gama  | Botafogo      |
| 2018 | Fluminense     | Botafogo      |
| 2019 | Flamengo       | Vasco da Gama |
| 2020 | Fluminense     | Flamengo      |
| 2021 | Vasco da Gama  | Botafogo      |
| 2022 | Resende        | Nova Iguaçu   |
| 2023 | Botafogo       | Audax Rio     |
| 2024 | Botafogo       | Boavista      |
| 2025 | Sampaio Corrêa | Madureira     |

### Títulos por club
| Club           | Títulos | Subtítulos | Años campeón                                                     |
| -------------- | ------- | ---------- | ---------------------------------------------------------------- |
| Vasco da Gama  | 11      | 8          | 1984, 1988, 1992, 1993, 1998, 1999, 2001, 2003, 2004, 2017, 2021 |
| Flamengo       | 9       | 8          | 1983, 1985, 1986, 1991, 1996, 2000, 2009, 2011, 2019             |
| Botafogo       | 9       | 7          | 1989, 1997, 2007, 2008, 2010, 2012, 2013, 2023, 2024             |
| Fluminense     | 4       | 8          | 1990, 2005, 2018, 2020                                           |
| Madureira      | 2       | 0          | 2006, 2015                                                       |
| Bangu          | 1       | 3          | 1987                                                             |
| Americano      | 1       | 1          | 2002                                                             |
| Boavista       | 1       | 1          | 2014                                                             |
| Resende        | 1       | 1          | 2022                                                             |
| America - RJ   | 1       | 0          | 1982                                                             |
| Volta Redonda  | 1       | 0          | 2016                                                             |
| Sampaio Corrêa | 1       | 0          | 2025                                                             |
| Audax Rio      | 0       | 1          | -                                                                |
| Cabofriense    | 0       | 1          | -                                                                |
| Friburguense   | 0       | 1          | -                                                                |
| Nova Iguaçu    | 0       | 1          | -                                                                |
| Madureira      | 0       | 1          | -                                                                |

## Torneos Extra
Al igual que en la Taça Guanabara desde 2009 se juega un torneo extra con los terceros y cuartos de cada grupo. Este Torneo Extra cambia de denominación según la temporada tomando el nombre de periodistas y dirigentes importantes del fútbol en Río de Janeiro.
| Trofeo                       | Año  | Campeón        | Subcampeón       |
| ---------------------------- | ---- | -------------- | ---------------- |
| Taça Domingos Moro           | 2017 | Nova Iguaçu    | Boavista         |
| Troféu Luiz Penido           | 2012 | Fluminense     | Volta Redonda    |
| Troféu Carlos Alberto Torres | 2011 | Madureira      | Boavista         |
| Taça João Ellis Filho        | 2010 | America do Rio | Macaé            |
| Taça João Ellis Filho        | 2009 | Friburguense   | Tigres do Brasil |